# Lucy Wainwright Roche

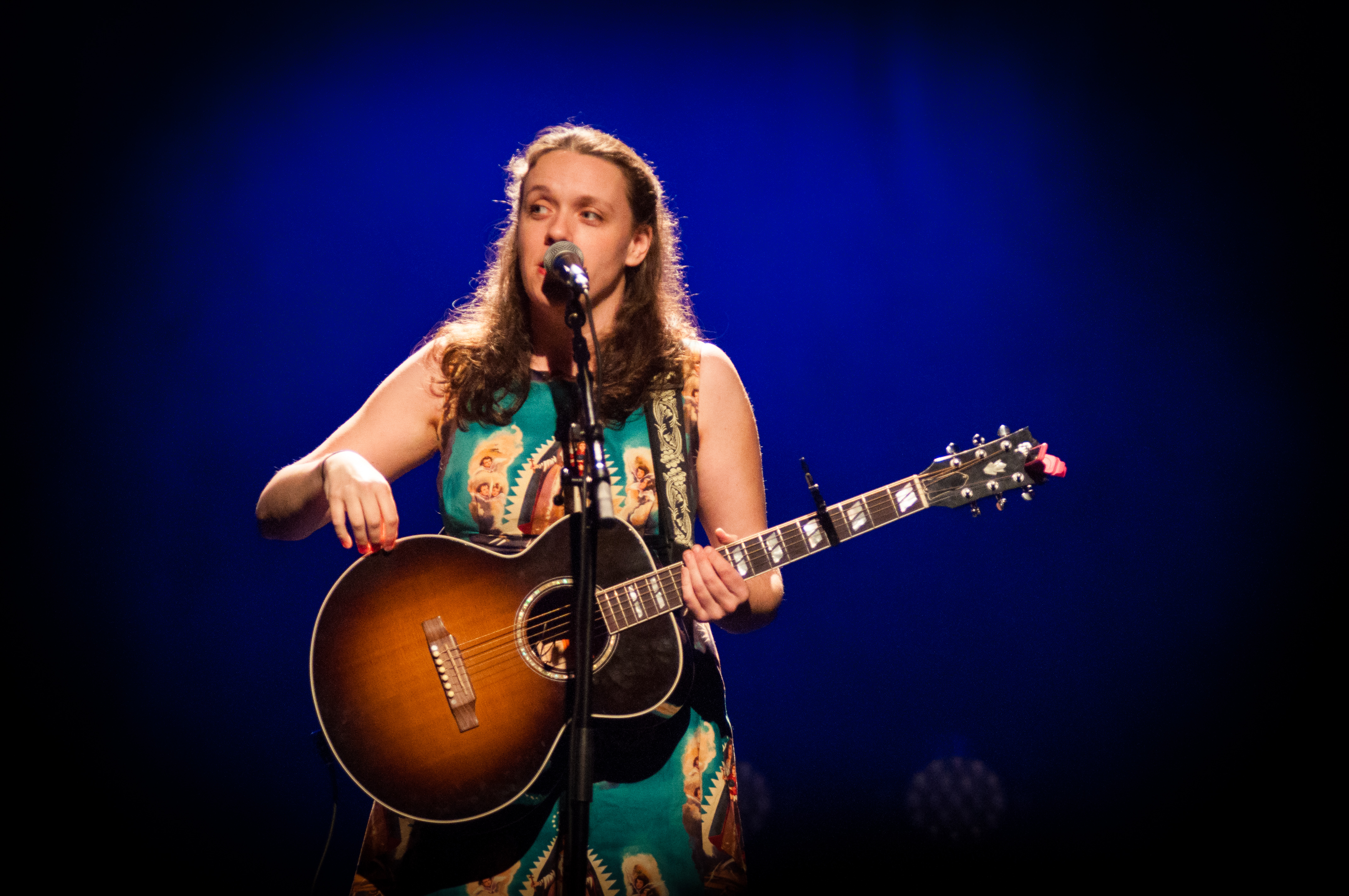
Lucy Wainwright Roche, 2014

Lucy Wainwright Roche (* 16. Dezember 1981 in Greenwich Village, New York, USA) ist eine US-amerikanische Singer-Songwriterin.

## Leben
Wainwright Roche ist die Tochter des Musikers und Schauspielers Loudon Wainwright III und der Musikerin Suzzy Roche, die gemeinsam mit ihren Schwestern Maggie und Terre die Vokalgruppe  The Roches bildete.
Sie ist somit die Halbschwester der Musiker Rufus Wainwright und Martha Wainwright.
Nach dem High-School-Abschluss besuchte sie das Oberlin College in Ohio, erwarb einen Master-Abschluss am Bank Street College of Education in Manhattan und begann anschließend zu unterrichten. 2007 startete sie ihre Vollzeit-Karriere als Musikerin und veröffentlichte seither mehrere Alben. Sie tritt immer wieder gemeinsam mit ihren Eltern und Geschwistern auf.

## Diskografie
- 2007 – 8 Songs (EP)
- 2008 – 8 More (EP)
- 2008 – Live at Lime With Lucy Wainwright Roche (EP)
- 2010 – Lucy
- 2013 – There's a Last Time for Everything
- 2010 – Fairytale and Myth (mit Suzzy Roche)
- 2015 – Songs in the Dark (mit Martha Wainwright als Duo 'The Wainwright Sisters')
- 2016 – Mud & Apples (mit Suzzy Roche)
- 2016 – Little Beast
- 2020 – I Can Still Hear You (mit Suzzy Roche)